# Women Talking
Women Talking (bra: Entre Mulheres; prt: A Voz das Mulheres) é um longa-metragem dramático estadunidense feminista lançado em 2022 escrito e dirigido por Sarah Polley baseado no romance homônimo de Miriam Toews publicado em 2018. Estrelado por Rooney Mara, Claire Foy, Judith Ivey, Jessie Buckley, Ben Whishaw e Frances McDormand é inspirado em eventos reais que ocorreram na colônia de Manitoba, uma comunidade menonita remota e isolada na Bolívia.
Sua estreia foi no Festival de Cinema de Telluride em 2 de setembro de 2022, e teve seu lançamento nos cinemas dos Estados Unidos em 2 de dezembro de 2022 com distribuição da United Artists Releasing. No Brasil, a estreia foi programada para 2 de Março de 2023. O filme recebeu elogios da crítica pelo roteiro e direção de Polley, pelas atuações do elenco (particularmente Foy, Buckley e Whishaw) além de sua trilha sonora composta por Hildur Guðnadóttir. Foi nomeado um dos dez melhores filmes de 2022 pela National Board of Review e pelo American Film Institute, além disso foi indicado na 95º cerimônia do Oscar recebendo indicações nas categorias de Melhor Filme e Melhor Roteiro Adaptado.

## Premissa
Em uma noite, oito mulheres menonitas sobem em um palheiro para realizar uma reunião secreta. Nos últimos dois anos, cada uma dessas mulheres e mais de cem outras meninas em sua colônia têm sido repetidamente drogadas e estupradas durante a noite pelos homens que lá residem, que lhes dizem que demônios estão vindo para puni-las por seus pecados. Enquanto os homens estão fora, as mulheres têm 48 horas para deliberar entre si e decidir se não fazem nada, ficam e lutam, ou fogem.

## Elenco
- Rooney Mara como Ona Friesen
- Claire Foy como Salome Friesen
- Jessie Buckley como Mariche Loewen
- Ben Whishaw como August Epp
- Frances McDormand como Scarface Janz
- Judith Ivey como Agata
- Sheila McCarthy como Greta
- Michelle McLeod como Mejal

## Produção
Em dezembro de 2020, foi divulgado que Frances McDormand estrelaria Women Talking, que seria escrito e dirigido por Sarah Polley. Em junho de 2021, Ben Whishaw, Rooney Mara, Claire Foy, Jessie Buckley, Judith Ivey, Sheila McCarthy e Michelle McLeod juntaram-se ao elenco do filme. Hildur Guðnadóttir compôs a trilha sonora do filme.
As filmagens principais foram realizadas entre 19 de julho e 10 de setembro de 2021 em Toronto.

## Lançamento
Women Talking estreou no Festival de Cinema de Telluride em 2 de setembro de 2022. O filme também será exibido no Festival Internacional de Cinema de Toronto em 13 de setembro de 2022, e posteriormente no Festival de Cinema de Nova Iorque em outubro. Women Talking será lançado nos cinemas dos Estados Unidos em 2 de setembro de 2022.

## Recepção
Women Talking foi aclamado pela crítica, que elogiou a direção de Polley, as atuações do elenco, roteiro, fotografia e trilha sonora. No agregador de críticas Rotten Tomatoes o filme possui uma aprovação de 86% baseada em 26 resenhas, com uma nota média de 8,0/10. No Metacritic, Women Talking possui uma média ponderada de 80/100 baseada em treze resenhas.